# Babel Babel
Pour les articles homonymes, voir Babel.
Albums par Indochine
13
(2017)
Singles
1. Le Chant des cygnes
Sortie : 14 juin 2024
2. La Belle et la Bête
Sortie : 6 décembre 2024
3. L'Amour fou
Sortie : 25 avril 2025

Babel Babel est le quatorzième  album studio du groupe de rock français Indochine, sorti le 7 septembre 2024.
Son premier single, Le Chant des Cygnes, sort le 14 juin 2024, jour de l'ouverture de l'Euro 2024 de football. Il est le fond sonore officiel de la compétition sur TF1 le temps de la compétition. Le deuxième single, La Belle et la Bête, sort le 6 décembre 2024, soit trois mois après la sortie de l'album.

## Thèmes et pochette
La pochette est signée par le photographe David LaChapelle.
Dans la chanson Victoria, on peut entendre la voix de Volodymyr Zelensky.

## Titres
Toutes les paroles sont écrites par Nicola Sirkis sauf indication contraire, toute la musique est composée par Nicola Sirkis et Olivier Gérard, sauf indication contraire.
| CD1   | CD1                              | CD1                          | CD1                                         | CD1   | CD1 | CD1 | CD1 | CD1 | CD1 |
| No    | Titre                            | Paroles                      | Musique                                     | Durée |     |     |     |     |     |
| ----- | -------------------------------- | ---------------------------- | ------------------------------------------- | ----- | --- | --- | --- | --- | --- |
| 1.    | Showtime (featuring Ana Perrote) | Nicola Sirkis, Chloé Mons    |                                             | 5:33  |     |     |     |     |     |
| 2.    | L'Amour fou                      |                              |                                             | 4:47  |     |     |     |     |     |
| 3.    | Ma vie est à toi                 |                              |                                             | 4:38  |     |     |     |     |     |
| 4.    | Victoria                         |                              |                                             | 4:35  |     |     |     |     |     |
| 5.    | Sanna sur la croix               |                              |                                             | 4:49  |     |     |     |     |     |
| 6.    | La Belle et la Bête              |                              |                                             | 4:03  |     |     |     |     |     |
| 7.    | Le Chant des cygnes              |                              |                                             | 5:39  |     |     |     |     |     |
| 8.    | La vie est à nous                |                              |                                             | 4:42  |     |     |     |     |     |
| 9.    | Le garçon qui rêve               | Nicola Sirkis, Chloé Delaume | Nicola Sirkis, Olivier Gérard, Boris Jardel | 4:56  |     |     |     |     |     |
| 43:42 |                                  |                              |                                             |       |     |     |     |     |     |

| CD2   | CD2                                    | CD2                            | CD2                            | CD2   | CD2 | CD2 | CD2 | CD2 | CD2 |
| No    | Titre                                  | Paroles                        | Musique                        | Durée |     |     |     |     |     |
| ----- | -------------------------------------- | ------------------------------ | ------------------------------ | ----- | --- | --- | --- | --- | --- |
| 1.    | Babel Babel                            |                                |                                | 8:07  |     |     |     |     |     |
| 2.    | En route vers le futur                 |                                |                                | 5:39  |     |     |     |     |     |
| 3.    | Girlfriend (featuring Marion Brunetto) | Nicola Sirkis, Marion Brunetto | Nicola Sirkis, Marion Brunetto | 4:16  |     |     |     |     |     |
| 4.    | Les nouveaux soleils                   |                                |                                | 5:05  |     |     |     |     |     |
| 5.    | Tokyo Boy                              |                                |                                | 6:41  |     |     |     |     |     |
| 6.    | No Name                                | Nicola Sirkis, Chloé Delaume   | Nicola Sirkis, Charline Kozmik | 4:23  |     |     |     |     |     |
| 7.    | Annabelle Lee                          |                                |                                | 5:43  |     |     |     |     |     |
| 8.    | Seul au paradis                        |                                |                                | 3:54  |     |     |     |     |     |
| 43:48 |                                        |                                |                                |       |     |     |     |     |     |

## Réception
Babel Babel reste numéro 1 des ventes en France durant deux semaines et reste dans le top 10 durant plusieurs semaines. Le 13 septembre 2024, l'album atteint (en six jours) les 55 404 exemplaires vendus en France et y devient disque d'or. Dans le détail, ce sont 50 873 achats physiques, 1 658 téléchargements et 2 873 équivalents streams. Le 11 octobre 2024, l'album atteint (en cinq semaines) les 102 812 exemplaires vendus en France et devient disque de platine pour avoir dépassé les 100 000 exemplaires vendus. En janvier 2025, il compte près de 187 000 exemplaires vendus en France. Le 1er mars 2025, soit en moins de six mois, il franchit le cap des 200 000 exemplaires vendus (chiffre incluant le streaming), devenant ainsi double disque de platine.

## Musiciens
- Nicola Sirkis : chant, chœur, piano, synthétiseur, guitare, basse
- oLi dE SaT : chœur, piano, synthétiseur, guitare, basse
- Boris Jardel : guitare, chœur
- Marc Eliard : basse, chœur
- Ludwig Dahlberg : batterie

## Promotion et tournée
Le titre et la date de sortie de l'album sont révélés le 28 juin 2024. Les deux singles de l'album, Le Chant des Cygnes et La Belle et la Bête, sortent respectivement les 14 juin 2024 et 6 décembre 2024. Le Chant des Cygnes est utilisé en version raccourcie et modifiée par TF1, pour l'habillage sonore lors de la diffusion des matchs de l'Euro 2024 de football. Dix titres de l'album sont dévoilés lors d'un concert privé de 300 personnes organisé à Roissy-En-France le 3 septembre 2024, et diffusée en différé sur TMC le 6 septembre, veille de la sortie de l'album. 
La tournée, nommée l'Arena Tour, est dévoilée en direct sur TMC le 6 septembre. Elle doit se dérouler sur 69 dates en France, Belgique et Suisse en 2025 et 2026 ; les dates annoncées séparément ont affiché très rapidement être complètes. Sur les 104 dates prévues, ce sont près d'1 million de places vendues sur l'entièreté de la tournée 2025 et 2026. Le groupe doit passer par neuf dates à l'Accor Arena (Paris) de Paris les 17, 18, 20 et 21 juin 2025 ainsi que cinq dates ajoutées les 25, 27, 28 février et les 3 et 4 mars 2026.
| Date              | Ville            | Pays     | Lieu                 | Première partie    | Affluence |
| ----------------- | ---------------- | -------- | -------------------- | ------------------ | --------- |
| PREMIÈRE VAGUE    |                  |          |                      |                    |           |
| 28 janvier 2025   | Aix en Provence  | France   | Aréna du Pays d'Aix  | The Salinger       | COMPLET   |
| 29 janvier 2025   | Aix en Provence  | France   | Aréna du Pays d'Aix  | The Salinger       | COMPLET   |
| 31 janvier 2025   | Aix en Provence  | France   | Aréna du Pays d'Aix  | Minuit Machine     | COMPLET   |
| 1er février 2025  | Aix en Provence  | France   | Aréna du Pays d'Aix  | Minuit Machine     | COMPLET   |
| 4 février 2025    | Lyon             | France   | LDLC Arena           | The Salinger       | COMPLET   |
| 5 février 2025    | Lyon             | France   | LDLC Arena           | The Salinger       | COMPLET   |
| 7 février 2025    | Lyon             | France   | LDLC Arena           | The Salinger       | COMPLET   |
| 8 février 2025    | Lyon             | France   | LDLC Arena           | Trigones Plus      | COMPLET   |
| 11 février 2025   | Orléans          | France   | Orleans Arena        | The Salinger       | COMPLET   |
| 12 février 2025   | Orléans          | France   | Orleans Arena        | The Salinger       | COMPLET   |
| 14 février 2025   | Orléans          | France   | Orleans Arena        | Minuit Machine     | COMPLET   |
| 15 février 2025   | Orléans          | France   | Orleans Arena        | Minuit Machine     | COMPLET   |
| 18 février 2025   | Amnéville        | France   | Galaxie d’Amnéville  | The Salinger       | COMPLET   |
| 19 février 2025   | Amnéville        | France   | Galaxie d’Amnéville  | The Salinger       | COMPLET   |
| 21 février 2025   | Amnéville        | France   | Galaxie d’Amnéville  | The Salinger       | COMPLET   |
| 22 février 2025   | Amnéville        | France   | Galaxie d’Amnéville  | The Salinger       | COMPLET   |
| 25 février 2025   | Strasbourg       | France   | Zénith de Strasbourg | The Salinger       | COMPLET   |
| 26 février 2025   | Strasbourg       | France   | Zénith de Strasbourg | The Salinger       | COMPLET   |
| 1er mars 2025     | Strasbourg       | France   | Zénith de Strasbourg | The Salinger       | COMPLET   |
| 2 mars 2025       | Strasbourg       | France   | Zénith de Strasbourg | The Salinger       | COMPLET   |
| 4 mars 2025       | Bordeaux         | France   | Arkéa Arena          | The Salinger       | COMPLET   |
| 5 mars 2025       | Bordeaux         | France   | Arkéa Arena          | The Salinger       | COMPLET   |
| 7 mars 2025       | Bordeaux         | France   | Arkéa Arena          | Trigones Plus      | COMPLET   |
| 8 mars 2025       | Bordeaux         | France   | Arkéa Arena          | Minuit Machine     | COMPLET   |
| 11 mars 2025      | Toulouse         | France   | zénith de Toulouse   | DJ Lou Strummer    | COMPLET   |
| 12 mars 2025      | Toulouse         | France   | zénith de Toulouse   | DJ Lou Strummer    | COMPLET   |
| 14 mars 2025      | Toulouse         | France   | zénith de Toulouse   | The Salinger       | COMPLET   |
| 15 mars 2025      | Toulouse         | France   | zénith de Toulouse   | The Salinger       | COMPLET   |
| 18 mars 2025      | Montpellier      | France   | Sud de France Arena  | The Salinger       | COMPLET   |
| 19 mars 2025      | Montpellier      | France   | Sud de France Arena  | The Salinger       | COMPLET   |
| 21 mars 2025      | Montpellier      | France   | Sud de France Arena  | Minuit Machine     | COMPLET   |
| 22 mars 2025      | Montpellier      | France   | Sud de France Arena  | The Salinger       | COMPLET   |
| 1er avril 2025    | Bruxelles        | Belgique | ING Arena            | Marlon de la Femme | COMPLET   |
| 2 avril 2025      | Bruxelles        | Belgique | ING Arena            | Marlon de la Femme | COMPLET   |
| 4 avril 2025      | Bruxelles        | Belgique | ING Arena            | Marlon de la Femme | COMPLET   |
| 5 avril 2025      | Bruxelles        | Belgique | ING Arena            | Marlon de la Femme | COMPLET   |
| 15 avril 2025     | Nantes           | France   | zénith de Nantes     | The Salinger       | COMPLET   |
| 16 avril 2025     | Nantes           | France   | zénith de Nantes     | The Salinger       | COMPLET   |
| 18 avril 2025     | Nantes           | France   | zénith de Nantes     | Trigones Plus      | COMPLET   |
| 19 avril 2025     | Nantes           | France   | zénith de Nantes     | Minuit Machine     | COMPLET   |
| 22 avril 2025     | Clermont-Ferrand | France   | Zénith d'Auvergne    | The Salinger       | COMPLET   |
| 23 avril 2025     | Clermont-Ferrand | France   | Zénith d'Auvergne    | The Salinger       | COMPLET   |
| 25 avril 2025     | Clermont-Ferrand | France   | Zénith d'Auvergne    | Minuit Machine     | COMPLET   |
| 26 avril 2025     | Clermont-Ferrand | France   | Zénith d'Auvergne    | Minuit Machine     | COMPLET   |
| 6 mai 2025        | Rouen            | France   | zénith de Rouen      | The Salinger       | COMPLET   |
| 7 mai 2025        | Rouen            | France   | zénith de Rouen      | The Salinger       | COMPLET   |
| 9 mai 2025        | Rouen            | France   | zénith de Rouen      | Minuit Machine     | COMPLET   |
| 10 mai 2025       | Rouen            | France   | zénith de Rouen      | Minuit Machine     | COMPLET   |
| 14 mai 2025       | Lausanne         | Suisse   | Vaudoise aréna       | The Salinger       | COMPLET   |
| 16 mai 2025       | Lausanne         | Suisse   | Vaudoise aréna       | Minuit Machine     | COMPLET   |
| 17 mai 2025       | Lausanne         | Suisse   | Vaudoise aréna       | Minuit Machine     | COMPLET   |
| 20 mai 2025       | Reims            | France   | Reims Aréna          | The Salinger       | COMPLET   |
| 21 mai 2025       | Reims            | France   | Reims Aréna          | The Salinger       | COMPLET   |
| 23 mai 2025       | Reims            | France   | Reims Aréna          | Minuit Machine     | COMPLET   |
| 24 mai 2025       | Reims            | France   | Reims Aréna          | Minuit Machine     | COMPLET   |
| 3 juin 2025       | Douai            | France   | Gayant Expo          | -                  | COMPLET   |
| 4 juin 2025       | Douai            | France   | Gayant Expo          | -                  | COMPLET   |
| 6 juin 2025       | Douai            | France   | Gayant Expo          | -                  | COMPLET   |
| 7 juin 2025       | Douai            | France   | Gayant Expo          | -                  | COMPLET   |
| 10 juin 2025      | Dijon            | France   | Zénith de Dijon      | -                  | COMPLET   |
| 11 juin 2025      | Dijon            | France   | Zénith de Dijon      | -                  | COMPLET   |
| 13 juin 2025      | Dijon            | France   | Zénith de Dijon      | -                  | COMPLET   |
| 14 juin 2025      | Dijon            | France   | Zénith de Dijon      | -                  | COMPLET   |
| 17 juin 2025      | Paris            | France   | Accor Arena          | -                  | COMPLET   |
| 18 juin 2025      | Paris            | France   | Accor Arena          | -                  | COMPLET   |
| 20 juin 2025      | Paris            | France   | Accor Arena          | -                  | COMPLET   |
| 21 juin 2025      | Paris            | France   | Accor Arena          | -                  | COMPLET   |
| DEUXIÈME VAGUE    |                  |          |                      |                    |           |
| 10 octobre 2025   | Lyon             | France   | LDLC Arena           | -                  | -         |
| 11 octobre 2025   | Lyon             | France   | LDLC Arena           | -                  | -         |
| 14 octobre 2025   | Lyon             | France   | LDLC Arena           | -                  | -         |
| 15 octobre 2025   | Lyon             | France   | LDLC Arena           | -                  | -         |
| 17 octobre 2025   | Lyon             | France   | LDLC Arena           | -                  | -         |
| 18 octobre 2025   | Lyon             | France   | LDLC Arena           | -                  | -         |
| 24 octobre 2025   | Toulouse         | France   | zénith de Toulouse   | -                  | -         |
| 25 octobre 2025   | Toulouse         | France   | zénith de Toulouse   | -                  | -         |
| 29 octobre 2025   | Dijon            | France   | zénith de Dijon      | -                  | -         |
| 31 octobre 2025   | Dijon            | France   | zénith de Dijon      | -                  | -         |
| 1er novembre 2025 | Dijon            | France   | zénith de Dijon      | -                  | -         |
| 7 novembre 2025   | Orléans          | France   | Orleans Arena        | -                  | -         |
| 8 novembre 2025   | Orléans          | France   | Orleans Arena        | -                  | -         |
| 12 novembre 2025  | Clermont-Ferrand | France   | Zénith d'Auvergne    | -                  | -         |
| 14 novembre 2025  | Clermont-Ferrand | France   | Zénith d'Auvergne    | -                  | -         |
| 15 novembre 2025  | Clermont-Ferrand | France   | Zénith d'Auvergne    | -                  | -         |
| 21 novembre 2025  | Rouen            | France   | zénith de Rouen      | -                  | -         |
| 22 novembre 2025  | Rouen            | France   | zénith de Rouen      | -                  | -         |
| 26 novembre 2025  | Nantes           | France   | zénith de Nantes     | -                  | -         |
| 28 novembre 2025  | Nantes           | France   | zénith de Nantes     | -                  | -         |
| 29 novembre 2025  | Nantes           | France   | zénith de Nantes     | -                  | -         |
| 3 décembre 2025   | Bordeaux         | France   | Arkéa Arena          | -                  | -         |
| 5 décembre 2025   | Bordeaux         | France   | Arkéa Arena          | -                  | -         |
| 6 décembre 2025   | Bordeaux         | France   | Arkéa Arena          | -                  | -         |
| 17 décembre 2025  | Douai            | France   | Gayant Expo          | -                  | -         |
| 18 décembre 2025  | Douai            | France   | Gayant Expo          | -                  | -         |
| 19 décembre 2025  | Douai            | France   | Gayant Expo          | -                  | -         |
| 6 février 2026    | Epernay          | France   | Le Millesium         | -                  | -         |
| 7 février 2026    | Epernay          | France   | Le Millesium         | -                  | -         |
| 13 février 2026   | Bruxelles        | Belgique | ING Arena            | -                  | -         |
| 14 février 2026   | Bruxelles        | Belgique | ING Arena            | -                  | -         |
| 20 février 2026   | Strasbourg       | France   | Zénith de Strasbourg | -                  | -         |
| 21 février 2026   | Strasbourg       | France   | Zénith de Strasbourg | -                  | -         |
| 25 février 2026   | Paris            | France   | Accor Arena          | -                  | -         |
| 27 février 2026   | Paris            | France   | Accor Arena          | -                  | -         |
| 28 février 2026   | Paris            | France   | Accor Arena          | -                  | -         |
| 3 mars 2026       | Paris            | France   | Accor Arena          | -                  | -         |
| 4 mars 2026       | Paris            | France   | Accor Arena          | -                  | -         |
| 6 mars 2026       | Paris            | France   | Accor Arena          | -                  | -         |

## Classements et Cerfications
| Pays                                    | Meilleur position |
| --------------------------------------- | ----------------- |
| France (SNEP)                           | 1                 |
| Belgique (Wallonie) (Ultratop Wallonia) | 1                 |
| Belgique (Flandre) (Ultratop Flanders)  | 1                 |
| Suisse (Schweiser Hitparade)            | 1                 |

| Pays   | Certification | Ventes  | Date       |
| ------ | ------------- | ------- | ---------- |
| France | Platine       | 102 812 | 11/10/2024 |
| France | 2 × Platine   | 200 000 | 01/03/2025 |